# Marco Cimatti
Marco Cimatti (13 de fevereiro de 1912 — 21 de maio de 1982) foi um ciclista italiano que competia em provas de ciclismo de estrada e pista.
Foi o vencedor e recebeu a medalha de ouro na prova de perseguição por equipes (juntamente com Nino Borsari, Paolo Pedretti e Alberto Ghilardi) nos Jogos Olímpicos de Los Angeles 1932. Ele venceu três etapas do Giro d'Italia 1937 e a etapa de abertura do Giro 1938